# Открытая газета
«Открытая. Для всех и каждого» — независимая общественно-политическая газета Ставропольского края.
По итогам 2012 года во Всероссийском профессиональном журналистском конкурсе «СМИ-регион» газета признана «Лучшим региональным изданием России». Журналисты издания являются обладателями многих профессиональных премий — «Произвол в законе», «Честь. Мужество. Мастерство», «Искра Юга», «Информационное партнерство: Власть — Общество — СМИ» и других.

## История
Газета зарегистрирована Управлением по Южному федеральному округу Федерального агентства по печати и массовым коммуникациям 29 апреля 2002 года. Первый номер вышел в мае 2002 года.
В 2004 году главный редактор издания Людмила Леонтьева стала лауреатом II Всероссийского конкурса журналистских работ «Произвол в законе», проводимого общественными организациями «Открытая Россия», «Интерньюс», «Опора России», Фондом защиты гласности и фондом «Общественный вердикт» в номинации «Нарушения прав личности» (публикация «Жертва опознания», рассказывающая о так называемом «деле Вербицкой» — жительницы Ставрополя, ложно обвиненной прокуратурой Ставропольского края в мошенничестве).
В течение 2005 года в газете был опубликован ряд материалов о так называемом «Прасковейском деле»: трое молодых людей из села Прасковея Будённовского района (Евгений Шутко, Александр Калиберда и Андрей Мочалов) были обвинены в разбойном нападении и убийстве престарелой женщины. Главный редактор газеты Людмила Леонтьева в своих публикациях рассказала о массовых фальсификациях материалов по уголовному делу, в её статьях содержалась документально подтвержденная критика в адрес руководства прокуратуры Ставропольского края, а также работников Будённовского ГРОВД, сообщения о фактах применения пыток к задержанным с целью получения признательных показаний в убийстве. В отношении Людмилы Леонтьевой прокуратурой Ставропольского края было возбуждено уголовное дело по ч.3 ст. 298 УК РФ («Клевета в отношении следователя»). Однако Главным управлением Генеральной прокуратуры РФ по ЮФО постановление о возбуждении уголовного дела было отменено.
По итогам 2007 года журналист газеты Антон Чаблин вошёл в шорт-лист VII Общероссийского конкурса на премию Артёма Боровика в номинации «Журналистское расследование» со статьей «Лихорадка безвластия», рассказывающей о подготовке к выборам в городскую думу Пятигорска осенью 2006 года, на которых столкнулись несколько криминальных группировок, представляющих, в частности, интересы бывшего главы города Юрия Васильева.
В январе 2009 года журналисты газеты Олег Парфёнов и Антон Чаблин стали обладателями профессиональной журналистской премии «Искра Юга» в области политической аналитики за публикацию «Мячи, коньки и мандаты», рассказывающую о депутатах-спортсменах, в частности, Романе Павлюченко, Елене Бережной, Александре Карелине.
В январе 2011 года журналист газеты Олег Парфёнов стал обладателем профессиональной журналистской премии «Искра Юга» в номинации «Авторский комментарий/Колонка» за публикацию «Доносители, или Медвежья болезнь ставропольских единороссов», рассказывающую о политическом доносе на бывшего губернатора Ставропольского края Александра Черногорова, авторами которого стали представители краевого истеблишмента, политсовета регионального отделения партии «Единая Россия». Журналистка Фатима Магулаева стала обладательницей премии в номинации «Репортаж» за публикацию «Подай сопернику руку» — о Первом фестивале национальных видов спорта и культуры народов Северного Кавказа «Кавказские игры».
В январе 2012 года журналисты газеты Олег Парфёнов и Антон Чаблин стали обладателями профессиональной журналистской премии «Искра Юга» в номинации «Аналитическая статья» за дилогию «Курортный тупик» и «Все на Кипр и в Турцию», рассказывающую об уничтожении природного комплекса, исторического наследия и туристической отрасли в городе-курорте Кисловодске.
В июне 2012 года газета в лице главного редактора Людмилы Леонтьевой на IV Национальном конкурсе «Информационное партнерство: Власть-Общество-СМИ», проводимом Фондом развития информационной политики при поддержке Совета Федерации Федерального Собрания РФ, стала обладателем диплома «За активную гражданскую позицию» в номинации «Развитие территории» за серию публикаций, посвящённых проблемам города-курорта Кисловодска.
В декабре 2012 года заместитель главного редактора газеты Елена Суслова стала обладателем премии Артёма Боровика «Честь. Мужество. Мастерство» за серию журналистских расследований о фальшивом высшем образовании мэра Пятигорска Льва Травнева.

## Собственники и руководство
Учредителем газеты является ООО «СВ».
Главный редактор издания — Людмила Леонтьева, входит в состав Общественно-консультативного совета при Управлении Федеральной антимонопольной службы по Ставропольскому краю, ранее также являлась членом Экспертного совета при Уполномоченном по правам человека в Ставропольском крае. С 1981 по 1991 год — собственный корреспондент по Северному Кавказу газеты ЦК КПСС «Социалистическая индустрия»; с 1991 по 1994 год — собственный корреспондент по Северному Кавказу газеты «Московские новости»; с 1994 по 2006 год — собственный корреспондент по Ставропольскому краю и республикам Северного Кавказа официального издания Правительства РФ «Российская газета».

## Деятельность
На базе издания в феврале 2008 года была создана Региональная общественная организация «Союз гражданской самообороны „Территория Закона“», которую возглавил юрист и правозащитник, заместитель главного редактора газеты Игорь Дорохов.
21 апреля 2010 года во двор частного домовладения Игоря Дорохова в Пятигорске неизвестные бросили боевую гранату, в результате взрыва, к счастью, никто серьёзно не пострадал. Было возбуждено уголовное дело по ст. 222 УК РФ («Незаконные приобретение, хранение, перевозка боеприпасов»), ст. 213 УК РФ («Хулиганство») и ст. 167 УК РФ («Умышленное повреждение имущества»). Результаты расследования неизвестны.
В сентябре 2006 года создан сайт газеты www.opengaz.ru.
В апреле 2010 года при поддержке издания создано сообщество «Ставропольская политика» на блог-платформе LiveJournal для обсуждения актуальных проблем Ставропольского края и Юга России в целом.
В декабре 2010 года создана страница газеты в социальной сети Facebook.

## Проекты
Среди наиболее известных проектов издания — ежегодное составление рейтингов цитируемости и политической эффективности общественно-политических деятелей Ставропольского края «Тяжеловесы», проведение круглых столов совместно со Ставропольским региональным отделением Ассоциации в защиту прав избирателей «Голос», ежегодный мониторинг эффективности деятельности депутатов федерального парламента и сенаторов и другие.
В марте-мае 2011 года газета реализовала проект «Вне зоны действия» — опрос 45 экспертов, в том числе представителей крупнейших академических центров страны (РАН, МГИМО, МГУ, Московского Центра Карнеги, Южного федерального университета), обсуждавших пути решения социально-экономических и политических проблем Северного Кавказа.